# Vibiana (santa)
Vibiana o Santa Vibiana fue una mártir virgen del siglo III y santa de la Iglesia católica. Es la patrona de la arquidiócesis de Los Ángeles. Su día de memoria litúrgica es el 1 de septiembre.
Se conoce muy pocos datos de su vida. Los restos de Vibiana fueron redescubiertos el 9 de diciembre de 1853 en antiguas catacumbas cerca de la Vía Apia, concretamente en las Catacumbas de Pretestato. Una tablilla de mármol adornaba su tumba, sobre la cual estaba inscrita "el alma de la inocente y pura Vibiana", sobre una corona de laurel, que era un símbolo del martirio entre los antiguos cristianos. Dentro del sepulcro estaban los huesos de una mujer joven, cuya disposición sugería una muerte violenta y un frasco de color rosa que supuestamente contenía su sangre seca. La inscripción también informaba sobre el día de su muerte (31 de agosto).
El papa Pío IX ordenó una investigación inmediata para autenticar el hallazgo. Satisfecho con los resultados, otorgó una "canonización equivalente" a Vibiana como virgen y mártir de la época romana en febrero de 1854, eludiendo los procedimientos judiciales y ceremoniales para declarar la santidad. El 1 de septiembre se formalizaría como su día de fiesta. Varios obispos solicitaron la custodia de sus restos, ya que las reliquias santas eran una presencia requerida en las catedrales y otorgaban considerable prestigio a quienes las poseían. Al mes siguiente, el reverendo misionero vicenciano Tadeu Amat i Brusi de Filadelfia fue consagrado en Roma como obispo de la ciudad californiana de Monterrey, una jurisdicción que abarca la mitad sur de California.
El Pontífice le confió las reliquias de Vibiana a Amat con la condición de que él construya una catedral en su honor y la declare la patrona principal de su diócesis.

## Traslado de las reliquias a Los Ángeles

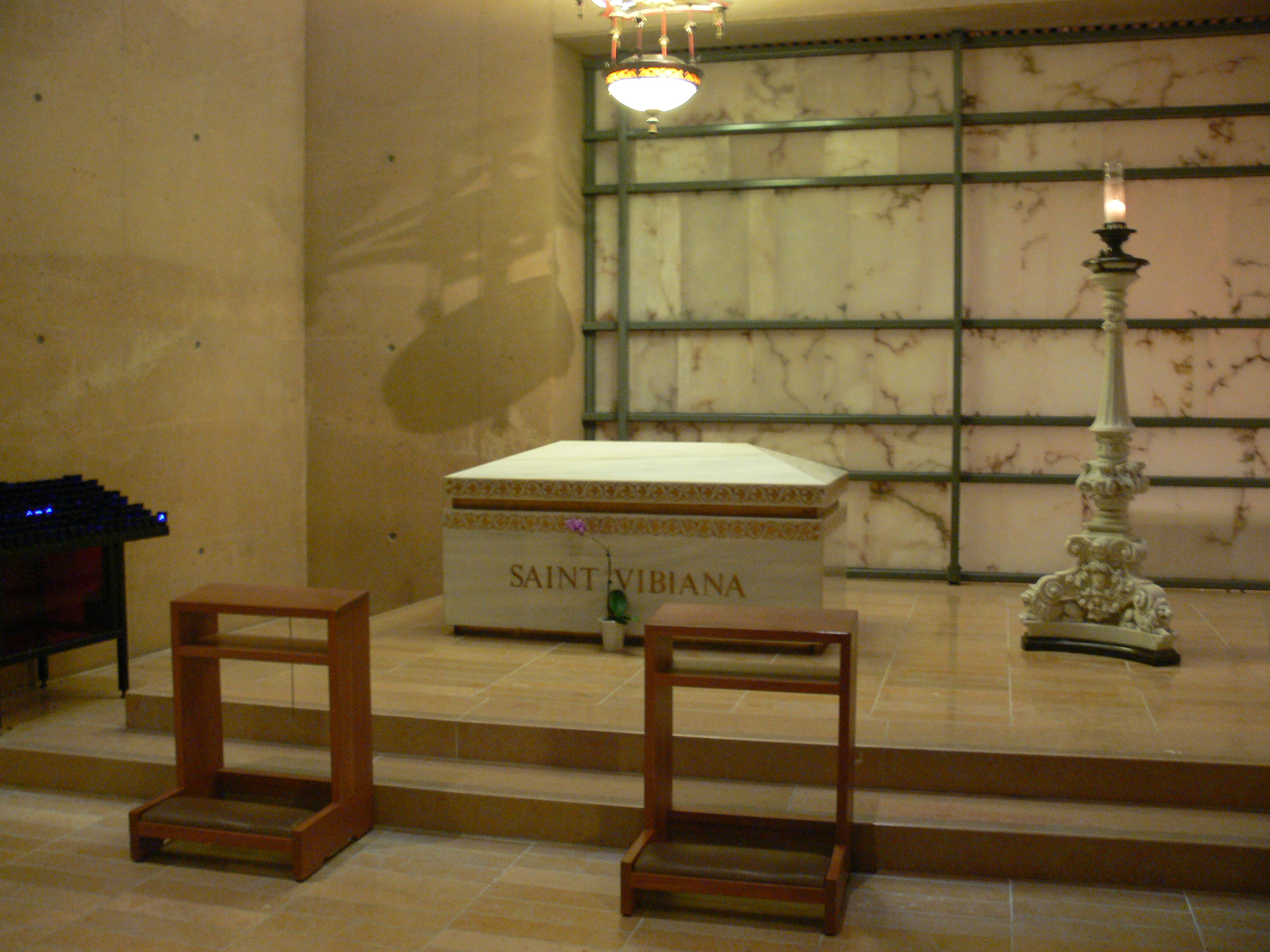
Reliquias de Santa Vibiana en la Catedral de Nuestra Señora de Los Ángeles, California.

Según el historiador Bobb Edwards, sus restos estaban en el interior de una efigie de cera vestida con prendas de seda y fueron enviados en un viaje en barco de ocho meses a Nueva York, Perú, San Francisco y Monterrey, finalmente, llegó a Santa Bárbara el 2 de diciembre de 1855. Las reliquias fueron inicialmente colocadas en la iglesia de Nuestra Señora de los Dolores de la citada ciudad. Originalmente, Thaddeus Amat pretendía construir la Catedral de Santa Vibiana en la misma ciudad de Santa Bárbara, pero encontró una lucha de poder de los franciscanos del lugar. En 1859 transfirió su sede a Los Ángeles y la diócesis pasó a llamarse Monterrey-Los Ángeles.
Quince años más tarde fue trasladada al altar de la por entonces recién construida Catedral de Santa Vibiana en Los Ángeles, California. En la década de 1970, la catedral se sometió a una renovación y las reliquias fueron retiradas del interior de la efigie de cera que representaba a la Santa y colocadas en un arcón de piedra más discreto.
Desde 2002, las reliquias de Vibiana se han alojado en el mausoleo de la Catedral de Nuestra Señora de Los Ángeles, debido a que el Terremoto de Northridge de 1994 dañó la antigua Catedral de Santa Vibiana.
No debe confundirse con Santa Bibiana de Roma, celebrada el 2 de diciembre.